# Општина Богаци (Арђеш)
Богаци (рум. Bogaţi) општина је у Румунији у округу Арђеш.
Oпштина се налази на надморској висини од 365 m.